# سام فاوست
سام فاوست (بالإنجليزية: Sam Faust)‏ هو لاعب دوري الرغبي أسترالي، ولد في 24 سبتمبر 1984 في بلدية بروسيرباين في أستراليا، وتوفي في 23 مايو 2011 في تاونسفيل في أستراليا بسبب مرض ابيضاض الدم.